# Empoasca lutowa
Empoasca lutowa är en insektsart som beskrevs av Irena Dworakowska 1971. Empoasca lutowa ingår i släktet Empoasca och familjen dvärgstritar. Inga underarter finns listade i Catalogue of Life.